# Хенг Сомнанг Нгор
Хенг Сомнанг Нгор (англ. Haing Somnang Ngor, кхмер. ហាំង សំណាង ង៉ោ, кит. 吳漢潤; 22 марта 1940, Камбоджа — 25 февраля 1996, Лос-Анджелес) — американо-камбоджийский врач, актёр, писатель, лауреат премии «Оскар».
Нгор известен прежде всего тем, что получил «Оскар» за лучшую роль второго плана в фильме «Поля смерти» — свою первую роль. Он сыграл камбоджийского журналиста и переводчика Дита Прана. Нгор и Гарольд Рассел — единственные непрофессиональные актёры, получившие премию Академии кинематографических искусств и наук.

## Биография
Хенг Нгор родился и вырос в Камбодже. Его мать — этническая кхмерка, а отец принадлежит к китайскому народу чаочжоу. После получения образования он работал хирургом и гинекологом в столице Камбоджи Пномпене. В 1975 году власть в стране захватили «Красные кхмеры» Пола Пота, провозгласив Демократическую Кампучию. Нгор был вынужден скрывать свою профессию и даже то, что он носил очки, из-за враждебности нового режима к образованным людям. Вместе с большинством двухмиллионного населения Пномпеня он был выслан из столицы в рамках социального эксперимента «Нулевой год» и заключён в концентрационный лагерь вместе с женой. Вскоре жена умерла во время родов. Нгор не мог ей помочь — ей требовалось кесарево сечение, а проведение операции означало верную смерть для всех троих.
После падения режима в 1979 году Нгор работал доктором в лагере беженцев в Таиланде, а в 1980 году перебрался со своей племянницей в США, но заниматься медицинской практикой там не мог. Он больше не женился.
В 1988 году он выпустил книгу «Одиссея камбоджийца», повествующую о годах жизни при режиме кхмеров. Во втором издании этой книги соавтор Нгора, Роджер Уорнер, добавил эпилог, рассказывающий о жизни Нгора после получения «Оскара».
В 1997 году был основан благотворительный фонд имени Хенга Нгора для сбора помощи камбоджийцам. Среди прочих благотворительных инициатив Хенга — строительство начальной школы и покупка небольшой лесопилки, которая предоставляла рабочие места и доход местным жителям. Управляет фондом племянница Нгора, София Нгор Деметри.

### Творчество
Несмотря на отсутствие какой-либо актёрской подготовки, Нгор снялся в роли камбоджийского журналиста Дита Прана в фильме «Поля смерти» (1984), получив за неё сразу три престижные награды: «Оскар» и «Золотой глобус» за лучшую мужскую роль второго плана, а также премию BAFTA за лучшую мужскую роль.
После «Полей смерти» Хенг сообщил журналу People: «Я хотел показать миру, как сильно было истощение в Камбодже, сколько людей погибло при коммунистическом режиме. Моя душа спокойна. Я создал совершенную вещь».
Он снялся ещё в нескольких фильмах, среди которых «Небо и Земля» (1993) режиссёра Оливера Стоуна, «Фортуна войны» (1993), фильм гонконгского режиссёра Саммо Хуна «Восточные кондоры» (1986), «Моя жизнь» (1993), «Врата дракона» (1994), эпизодическая роль в сериале «Полиция Майами» (серия «Duty and Honor») и других.
В 1990 году им совместно с актёром Джеком Онгом (Jack Ong) был учреждён «Фонд доктора Хенга С.Нгора» в поддержку культуры и истории Камбоджи.

### Гибель
25 февраля 1996 года Нгор был застрелен перед своей квартирой в Лос-Анджелесе членами уличной банды. Многие камбоджийцы утверждали, что бывали в доме Нгора. Большинство камбоджийского имущества Хенга перешло к его брату Чану Саруну, а американское имущество пошло на оплату услуг адвокатов для защиты имения. Нгора похоронили на кладбище Роуз-Хилс.
Обвинения в убийстве были предъявлены трём известным членам уличной банды «Oriental Lazy Boyz», у которых уже были случаи ареста за кражи. Дела всех троих слушал Верховный суд Лос-Анджелеса, но они были переданы разным судьям. Сторона обвинения утверждала, что бандиты убили Нгора из-за того, что он, отдав им свои часы Rolex, отказался отдать медальон с фотографией погибшей жены. Защита же предположила, что убийство было политически мотивировано и убийцами являются сторонники красных кхмеров, однако не смогла предоставить этому доказательства. Канг Кек Иеу, один из лидеров «красных кхмеров», в ноябре 2009 года заявил, что Хенга убили по приказу Пол Пота, но американские следователи сочли его слова не заслуживающими доверия
Сомнения в причине убийства вызвало то, что убийцы не обыскали его карманы, где находился кошелёк с 2900 долларами наличными, а также то, что Нгор носил медальон под одеждой, так что его не было видно. По состоянию на 2003 год местонахождение медальона неизвестно.
Все трое подозреваемых были признаны виновными 16 апреля 1998 года, в тот же день в Камбодже подтвердились сведения о смерти Пол Пота. Первый член банды получил 56 лет лишения свободы без права на досрочное освобождение, второй — аналогично 26 лет, а третий — пожизненное заключение без права помилования. В 2004 году Федеральный окружной суд Калифорнии удовлетворил апелляцию хабеас корпус первого из членов банды, сочтя, что обвинение манипулировало судьёй, предоставив сфальсифицированные доказательства. Однако в июле 2005 года Апелляционный суд девятого округа США оставил приговор в силе.
Дит Пран, которого Хенг изобразил в «Полях смерти», высказался о смерти Нгора так: «Он словно мой близнец. Он мой сопосланник, а теперь я остался один».

## Фильмография
- «Поля смерти» (1984)
- «Восточные кондоры» (1987)
- «Любя и воюя» (1987)
- «Железный треугольник» (1989)
- «Моя жизнь» (1993)
- «Небо и Земля» (1993)
- «Фортуна войны» (1993)
- «Врата дракона» (1994)